# La Lettre inachevée (film, 1911)
Pour les articles homonymes, voir La Lettre inachevée.
Pour plus de détails, voir Fiche technique et Distribution.
La Lettre inachevée (ou Fatale rencontre) est un film muet français réalisé par Georges Denola, sorti en 1911.

## Fiche technique
- Titre : La Lettre inachevée
- Titre alternatif : Fatale rencontre
- Réalisation : Georges Denola
- Scénario : Jules Hoche
- Photographie :
- Montage :
- Société de production : Société cinématographique des auteurs et gens de lettres (S.C.A.G.L.)
- Société de distribution : Pathé frères
- Pays d'origine :  France
- Langue : film muet avec les intertitres en français
- Métrage : 200 mètres
- Format : Noir et blanc — 35 mm — 1,33:1 — Muet
- Genre : Film dramatique
- Durée : 7 minutes
- Dates de sortie : 
  -  France : 1er décembre 1911

## Distribution
- Théodore Thalès dit le mime Thalès : un cambrioleur
- Émile Mylo : un cambrioleur
- Jeanne Bérangère : Suzanne
- Gaston Sainrat
- Édouard Delmy
- Cécile Barré
- Lecomte
- Suarès